# Jean Dorat
Jean Dorat (ur. 3 kwietnia 1508 w Limoges, zm. 1 listopada 1588 w Paryżu) – francuski poeta, członek Plejady.
Urodził się w szlacheckiej rodzinie  jako Jean Dinemandy. Po ukończeniu akademii w Limoges udał się do Paryża, gdzie zyskał dobrą reputację jako wykładowca nauk klasycznych. Wśród jego uczniów był wówczas m.in. Jean-Antoine de Baïf. Następnie został dyrektorem College de Coqueret, gdzie poza wspomnianym już Baïfem uczył też Pierre'a de Ronsard, Remy Belleau i Pontusa de Tyard. Po przyłączeniu się do grupy Joachima du Bellay, młodzi poeci utworzyli pod wodzą Dorata towarzystwo, które miało na celu zreformowanie języka i literatury francuskiej. Po dojściu Étienne Jodelle grupa zwiększyła się do 7 osób, co podsunęło pomysł nawiązania do grupy siedmiu greckich poetów z Aleksandrii. Grupa przyjęła nazwę Brygady, a następnie Plejady.
W międzyczasie Jean Dorat skupił wokół siebie grupę uczniów, którzy podzielali jego fascynację antyczną poezją grecką i rzymską. 
W 1556 został profesorem greki w Collège Royale. Król Karol IX Walezjusz nadał mu tytuł poeta regius ("król poetów"). Jak na czasy w których żył, był poetą nader płodnym - stworzył ponad 15 tysięcy wersów w grece i łacinie. Ich wybór opublikowano w Paryżu w 1586.
Jean Dorat jest także wspominany jako człowiek, który zapoczątkował we Francji opłacanie aplauzu (lub też nieprzychylnego przyjęcia) przedstawień, a także poszczególnych aktorów, sztuk teatralnych bądź ich autorów, przez klakę.